# South Weald
South Weald är en by i unparished area Brentwood, i distriktet Brentwood, i grevskapet Essex, i England. South Weald var en civil parish fram till 1934 när blev den en del av Brentwood. Civil parish hade 6 370 invånare år 1931. Byn nämndes i Domedagsboken (Domesday Book) år 1086, och kallades då Walda/Welda.